# Temporada de Patos
Temporada de Patos é um filme mexicano de 2004 escrito e dirigido por Fernando Eimbcke. Embora com orçamento limitado e argumento simples, a produção foi a grande vencedora dos Prêmios Ariel de 2005 e do Festival Internacional de Cinema de Guadalajara de 2004.

## Enredo
Flama e Moko são dois adolescentes de quatorze anos, eles são amigos desde criança. Ambos querem aproveitar a ausência de adultos para passar todo o dia a base de fast foods, pornografias e videogames no apartamento onde mora Flama. Mas dois personagens inesperados irrompem a cena, Ulisses, um frustrado entregador de pizza, e Rita, uma vizinha que bate na porta pedindo para usar o forno para assar um bolo de aniversário. A partir daí tudo parece sair do controle deles, o corte de eletricidade no condomínio, a partida de futebol do Real Madrid contra o Manchester United, alguns brownies de chocolate e uma picaresca pintura de patos são elementos que iram quebrar a harmonia daquele domingo que prometia ser bastante sossegado. Os acontecimentos começam a revelar diversos sentimentos e segredos dos personagens como o divórcio dos pais, a solidão, a confusão entre o amor e amizade adolescente, bem como a frustração na vida adulta. 

## Elenco
- Diego Cataño ... Moko
- Daniel Miranda ... Flama
- Enrique Arreola ... Ulisses
- Danny Perea ... Rita
- Carolina Politi ... Mãe de Flama
- Antonio Zúñiga ... Senhor Pulcro
- Alfredo Escobar ... Senhor Sudoroso

## Sobre o título
O título do filme faz referência a um quadro pendurado na sala do apartamento onde a história se passa, a imagem retrata alguns patos voando sobre um lado. Ao vê-lo, o entregador de pizza conta aos dois garotos que os patos voam em formação de V com o propósito de apoiar-se mutuamente, cortando o ar e trocando de posição para evitar cansado.
Devido a essa referência foi escolhida a canção "Un Pato", versão espanhola da música brasileira canção brasileira "O Pato", interpretada por Natalia Lafourcade para ser a música-tema do filme.